# Shō Itō
Shō Itō (伊藤 翔 Itō Shō)?, Kasugai, Aichi, 24 de julio de 1988) es un futbolista japonés que juega como delantero en el Yokohama FC de la J1 League de Japón.

## Clubes
| Club                            | País    | Año       |
| ------------------------------- | ------- | --------- |
| Grenoble Foot 38                | Francia | 2007-2010 |
| Shimizu S-Pulse                 | Japón   | 2010-2013 |
| Yokohama F. Marinos             | Japón   | 2014-2018 |
| Kashima Antlers                 | Japón   | 2018-2020 |
| Yokohama FC                     | Japón   | 2021-     |
| Matsumoto Yamaga F. C. (cedido) | Japón   | 2021      |